# Гока (Міннесота)
Гока (англ. Hokah) — місто (англ. city) в США, в окрузі Г'юстон штату Міннесота. Населення — 553 особи (2020).

## Географія
Гока розташована за координатами 43°45′36″ пн. ш. 91°20′58″ зх. д. / 43.76000° пн. ш. 91.34944° зх. д. (43.760062, -91.349434).  За даними Бюро перепису населення США в 2010 році місто мало площу 1,93 км², з яких 1,88 км² — суходіл та 0,05 км² — водойми.

## Демографія
Згідно з переписом 2010 року, у місті мешкало 580 осіб у 275 домогосподарствах у складі 152 родин. Густота населення становила 301 особа/км².  Було 287 помешкань (149/км²).
Расовий склад населення:
| - 96,6 % — білих - 0,7 % — корінних американців - 0,2 % — чорних або афроамериканців |

До двох чи більше рас належало 2,2 %. Частка іспаномовних становила 1,4 % від усіх жителів.
За віковим діапазоном населення розподілялося таким чином: 24,0 % — особи молодші 18 років, 65,0 % — особи у віці 18—64 років, 11,0 % — особи у віці 65 років та старші. Медіана віку мешканця становила 39,4 року. На 100 осіб жіночої статі у місті припадало 104,2 чоловіків;  на 100 жінок у віці від 18 років та старших — 98,6 чоловіків також старших 18 років.
Середній дохід на одне домашнє господарство  становив 51 284 долари США (медіана — 44 375), а середній дохід на одну сім'ю — 63 450 доларів (медіана — 61 932). Медіана доходів становила 41 184 долари для чоловіків та 36 406 доларів для жінок. За межею бідності перебувало 20,1 % осіб, у тому числі 31,3 % дітей у віці до 18 років та 4,8 % осіб у віці 65 років та старших.
Цивільне працевлаштоване населення становило 282 особи. Основні галузі зайнятості: освіта, охорона здоров'я та соціальна допомога — 28,0 %, виробництво — 22,7 %, мистецтво, розваги та відпочинок — 9,2 %, роздрібна торгівля — 8,2 %.